# Drosophila hypocausta
Drosophila hypocausta är en tvåvingeart som beskrevs av Osten Sacken 1882. Drosophila hypocausta ingår i släktet Drosophila och familjen daggflugor.
Artens utbredningsområde är Sydostasien och Mikronesien.